# Лента (сеть магазинов)
«Ле́нта» — российская розничная торговая компания, включающая в себя гипермаркеты и супермаркеты под брендом «Лента», а также магазины формата «у дома» под брендом «Монетка», интернет-сервис по доставке продуктов питания «Утконос» и сеть формата дрогери под брендом «Улыбка радуги» (в совокупности — около 3 тысяч магазинов). Компания зарегистрирована на острове Октябрьский в Калининграде. Штаб-квартира располагается в Санкт-Петербурге.

## История
Компания «Лента» основана российским предпринимателем Олегом Жеребцовым 25 октября 1993 года в Санкт-Петербурге. Первый магазин «Лента» формата Cash & Carry открылся в 1993 году в Санкт-Петербурге на Замшиной улице. В 1996—1997 годы открываются ещё два небольших магазина в Санкт-Петербурге.
В 1999 году компания принимает решение о переформатировании сети магазинов и открывает первый торговый центр в формате гипермаркет, однако и этот гипермаркет был небольшой по площади — 2700 м². Существовавшие на тот момент магазины были закрыты. В последующие семь лет было открыто ещё восемь гипермаркетов в Санкт-Петербурге.
2006 год ознаменовался открытием первых гипермаркетов за пределами Санкт-Петербурга: открыты два торговых центра в Новосибирске и по одному в Астрахани и Тюмени. Построен первый распределительный центр в Санкт-Петербурге. В 2007 году открыто ещё десять гипермаркетов (три из них в Санкт-Петербурге), в 2008 — ещё восемь.
В мае 2007 года Европейский банк реконструкции и развития за 125 млн $ купил долю в «Ленте», оцениваемую в 11—14 % уставного капитала.
В конце декабря 2008 года вошла в список компаний, которые получат государственную поддержку в период экономического кризиса.
В 2009—2017 годах открыто больше тридцати гипермаркетов: пять в Новокузнецке, Красноярске и Челябинске, ещё три — в Новосибирске, четыре — в Ростове-на-Дону, три — в Екатеринбурге, Омске, Томске, Кемерове, Иванове, Барнауле; по два — в Краснодаре, Нижнем Новгороде, Ульяновске, Петрозаводске и Ярославле; в остальных[каких?] городах, где появились гипермаркеты — по одному. Также «Лента» появлялась и на арендованных площадях в существующих торговых центрах. Построен второй распределительный центр в Новосибирске.
В Москве компания открыла магазины не в привычном формате гипермаркета, а в формате супермаркета. 27 апреля 2013 года открылся первый супермаркет «Лента» в Москве, а 18 мая этого же года — первый гипермаркет в Московской области. На декабрь 2013 года в Москве действовало десять супермаркетов сети, в Московской области — один гипермаркет. Количество гипер- и супермаркетов достигло 87.
30 ноября 2016 года Лента завершила сделку по приобретению продовольственных активов компании «Kesko» — 11 гипермаркетов в Санкт-Петербурге и Ленинградской области, работавших под брендом K-Ruoka. 7 декабря гипермаркеты открылись под брендом «Лента».
7 ноября 2017 года «Лента» объявила о подписании соглашения с ГК «Холидей» о приобретении 22 супермаркетов в сибирском регионе. В состав приобретенного актива войдут 22 собственных супермаркета, работающих под брендами «Холидей Классик», «Кора» и «Холди». 11 магазинов расположены в Новосибирске, 7 — в Кемерово и 4 — в Барнауле. Средняя торговая площадь магазинов составляет около 800 м², общая торговая площадь приобретаемых магазинов — около 18 000 м².
В 2020 году выручка составила 445,5 млрд руб.
В 2020 году появилась сеть магазинов-дискаунтеров «365+».
31 мая 2021 года «Лента» представила новый логотип.
В середине июня 2021 года «Лента» объявила о приобретении пермской сети магазинов «Семья». В июле 2021 года ФАС одобрила сделку. «Семья» обошлась покупателю в 2,45 млрд рублей. Рабочие места более трех тысяч сотрудников пермской компании будут сохранены. Гипермаркеты перейдут под бренд «Ленты». Супермаркеты будут переименованы в «Супер Ленту», а магазины у дома — в «Мини Ленту».
В 2021 году компания вошла в рейтинг журнала Forbes «200 крупнейших частных компаний России» на 21 месте с выручкой 445,5 млрд рублей.
В феврале 2023 года компания подала заявку в Роспатент на новую торговую марку — «Лента Эконом». Первым гипермаркетом экономкласса стал один из старейших магазинов сети на проспекте Энергетиков в Санкт-Петербурге, в декабре был переоборудован второй магазин формата — в Рязани.
В марте 2023 года компания начала тестировать формат магазинов «Зоомаркет», по состоянию на 15 марта 2024 года они работают в 26 магазинах.
В октябре 2023 года «Лента» купила сеть «Монетка» — 2,1 тыс. магазинов, пять распределительных центров, свыше 560 грузовых автомобилей. Сеть продолжит работать под прежним брендом.
Весной 2024 года «Лента» запустила сеть алкомаркетов «Вингараж», несколько торговых точек открылись в Санкт-Петербурге и Ленинградской области.
В мае 2024 года торговая сеть завершила тестирование автоматических поломоечных машин и заявила, что в 100 супермаркетах сети будут работать роботы-пылесосы.
В декабре 2024 года «Лента» объявила о покупке сети магазинов «Улыбка радуги», которая включает в себя более 1500 магазинов формата дрогери и три распределительных центра. 
В июне 2025 года «Лента» объявила о покупке челябинской торговой сети «Молния — Spar». В периметр сделки войдут 5 гипермаркетов, 18 супермаркетов и 49 магазинов у дома под брендом Spar, а также три распределительных центра.

### Корпоративный конфликт
В 2010 году между акционерами компании разгорелся конфликт. По инициативе Августа Мейера, одного из крупнейших владельцев, в июле этого года был уволен генеральный директор «Ленты» Ян Дюннинг, а на его место назначен Сергей Ющенко. Это вызвало недовольство другого акционера — фонда Luna Holding (его ставленником был Дюннинг). В сентябре 2010 года офис «Ленты» был взят штурмом представителями охранных предприятий, а Сергей Ющенко задержан правоохранительными органами Санкт-Петербурга (позднее против него было возбуждено уголовное дело).
В последующем управление в компании осуществлялось коллегиально. Фонд «Svoboda» Августа Мейера в начале 2011 года пытался купить долю своего «соперника», фонда Luna. В итоге в августе 2011 года стало известно о достижении договорённости о том, что оба фонда расстанутся со своими акциями, продав их американскому фонду TPG Capital, «ВТБ Капитал» и ЕБРР (в итоге TPG и «ВТБ Капитал» будут совместно владеть 65 % «Ленты», а ЕБРР — 20 %). «Лента» была оценена в 5,4 млрд $ с дисконтном в 11 % к лидеру российского ретейла — краснодарскому «Магниту» и премией к бумагам «О’кей» в 13 %.
5 марта 2014 года «Лента» начала торги своими глобальными депозитарными расписками (GDR) через международную книгу заявок Лондонской фондовой биржи (LSE). 6 марта 2014 года начались торги бумагами «Лента» на Московской бирже (MOEX). Весной 2022 ожидается прекращение торгов глобальными депозитарными расписками на Московской бирже.

### Происшествия
11 ноября 2018 года в Санкт-Петербурге в гипермаркете «Лента» на набережной Обводного канала произошёл пожар, длившийся около 9 часов и уничтоживший здание. При эвакуации пострадал один из сотрудников гипермаркета, вывихнувший ногу, погибших нет. Причиной произошедшего могла стать ошибка оператора погрузчика, который уронил с четырёхметровой высоты жидкость для розжига. Открытие обновлённого магазина состоялось почти через год, 1 ноября 2019 года. По сравнению с предыдущим магазином, в обновленном гипермаркете иначе расположены секции, введено контрастное и точечное освещение, а также кассы самообслуживания.
21 декабря 2021 года в гипермаркете «Лента» в Томске на улице Елизаровых произошёл пожар. Пожар длился свыше 10 часов и уничтожил здание, причинив убытки на сумму около 2 млрд рублей. Всех людей удалось эвакуировать, пострадавших не было. Сотрудников гипермаркета распределили по двум оставшимся гипермаркетам «Лента» в Томске. Причина пожара — намеренный поджог в разделе непродовольственных товаров с жидкостями для розжига гражданином 1988 года рождения, ранее судимым. Первоначально ошибочно сообщалось, что пожар произошёл в отделе пиротехники. В ноябре 2022 года, на месте сгоревшего здания торговый комплекс был восстановлен и открыт.
25 декабря 2021 года случился пожар в другом гипермаркете «Лента» в Томске на улице Пушкина. Возгорание удалось потушить через 12 минут после поступления сообщения о пожаре. Причиной также является намеренный поджог фейерверков, совершённый ранее не судимым гражданином 1994 года рождения. Ущерб был оценён в 600 тыс. рублей, из людей также никто не пострадал. После этого в гипермаркете «Лента» на проспекте Мира, который не подвергся пожару, были убраны пиротехнические изделия.

## Собственники и руководство
До 2021 года основная операционная компания сети — ООО «Лента» — на 100 % принадлежала компании Lenta Ltd., зарегистрированной на Британских Виргинских островах. По состоянию на декабрь 2020 года распределение акций сети выглядело следующим образом:
- ООО «Севергрупп» — 77,99 %;
- ООО «Лента» (квази-казначейские акции) — 0,93 %;
- директора и менеджмент — 0,04 %;
- акции в свободном обращении — 21,04 %.

По состоянию на 2024 год ООО «Лента» на 99,9967 % принадлежит МКПАО «Лента» (о. Октябрьский), оставшиеся 0,0033 % контролирует «Лента Глобал Лимитед» (о. Кипр).
До декабря 2018 года в течение 9 лет (с 2009 года) компанию возглавлял Ян Дюннинг, который в январе 2019 года занял пост президента компании «Магнит». Ему принадлежит 0,584 % акций компании «Лента», стоимость которых оценивается в 10,1 млн $.
Генеральный директор компании с 2020 года — Владимир Сорокин. Председатель совета директоров — Алексей Мордашов. Также в совет директоров входят: Владимир Сорокин, Стив Джонсон, Майкл Линч Белл, Руд Педерсен, Юлия Соловьева, Роман Васильков, Томас Корганас, Алексей Куличенко.
В апреле 2015 года акционеры «Ленты» пропорционально уменьшили свои пакеты акций ретейлера. TPG Group владела 35,55 % акций, ЕБРР принадлежало 15,3 %, ВТБ Капитал — 5,8 %, миноритариям 7,6 %, менеджмент компании владел 1,1 %, в свободном обращении находилось 34,6 % акций «Ленты». Почти сразу после SPO компания объявила о выплате дивидендов своим акционерам в лице Lenta Ltd в размере 6 млрд рублей. Факты свидетельствуют о том, что акционеры постепенно избавляются от «Ленты». Причины для западных владельцев компании скорее политические, к тому же существует угроза национализации. 10 апреля 2015 года ВТБ Капитал уменьшил свою долю в «Ленте» до 4 %, продав 3 млн GDR.
30 апреля 2019 года «Севергрупп» завершила приобретение глобальных депозитарных расписок на акции ретейлера «Лента» у инвестфонда TPG и Европейского банка реконструкции и развития (ЕБРР).

## Деятельность

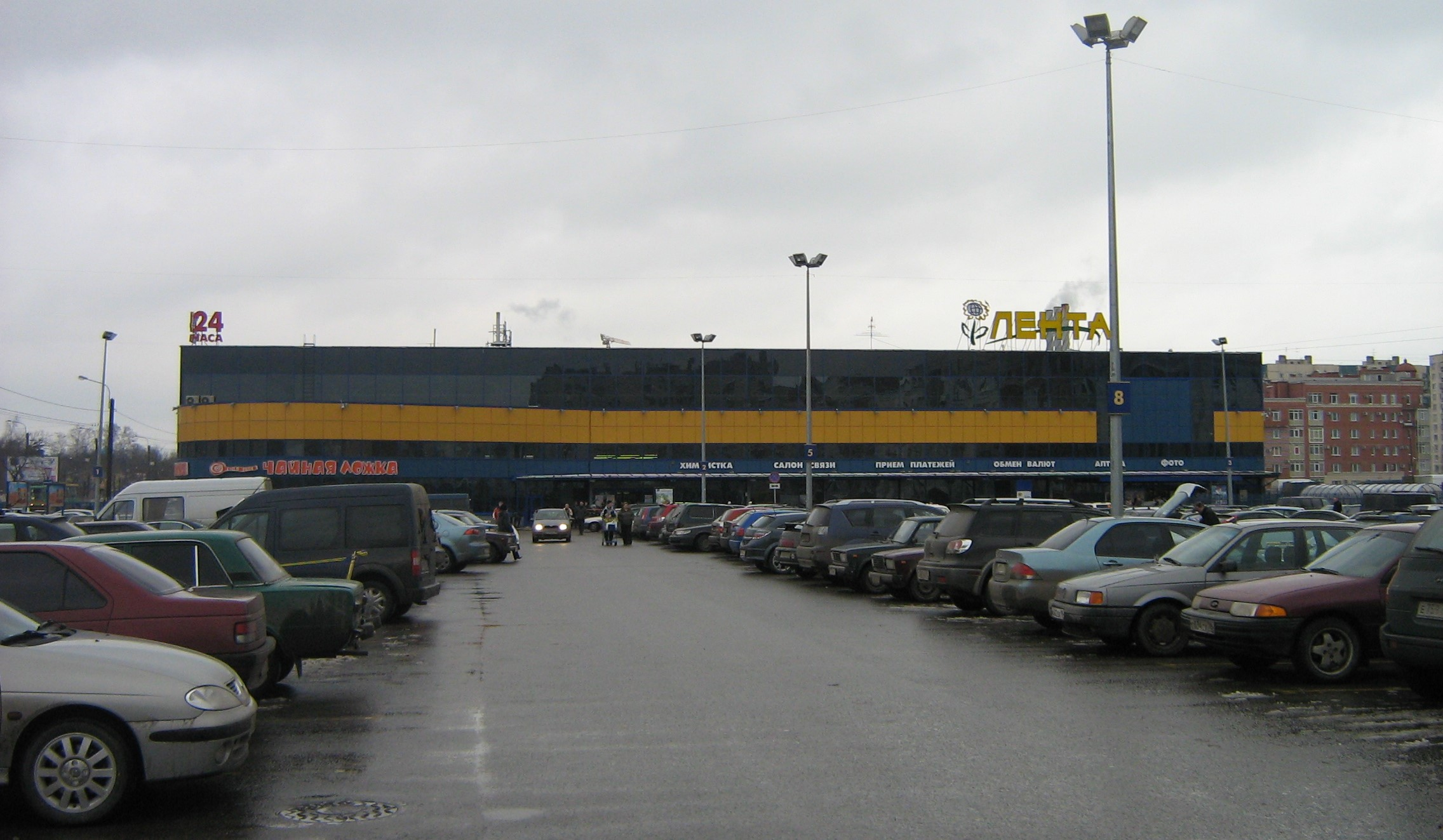
Лента-5 на Выборгском шоссе

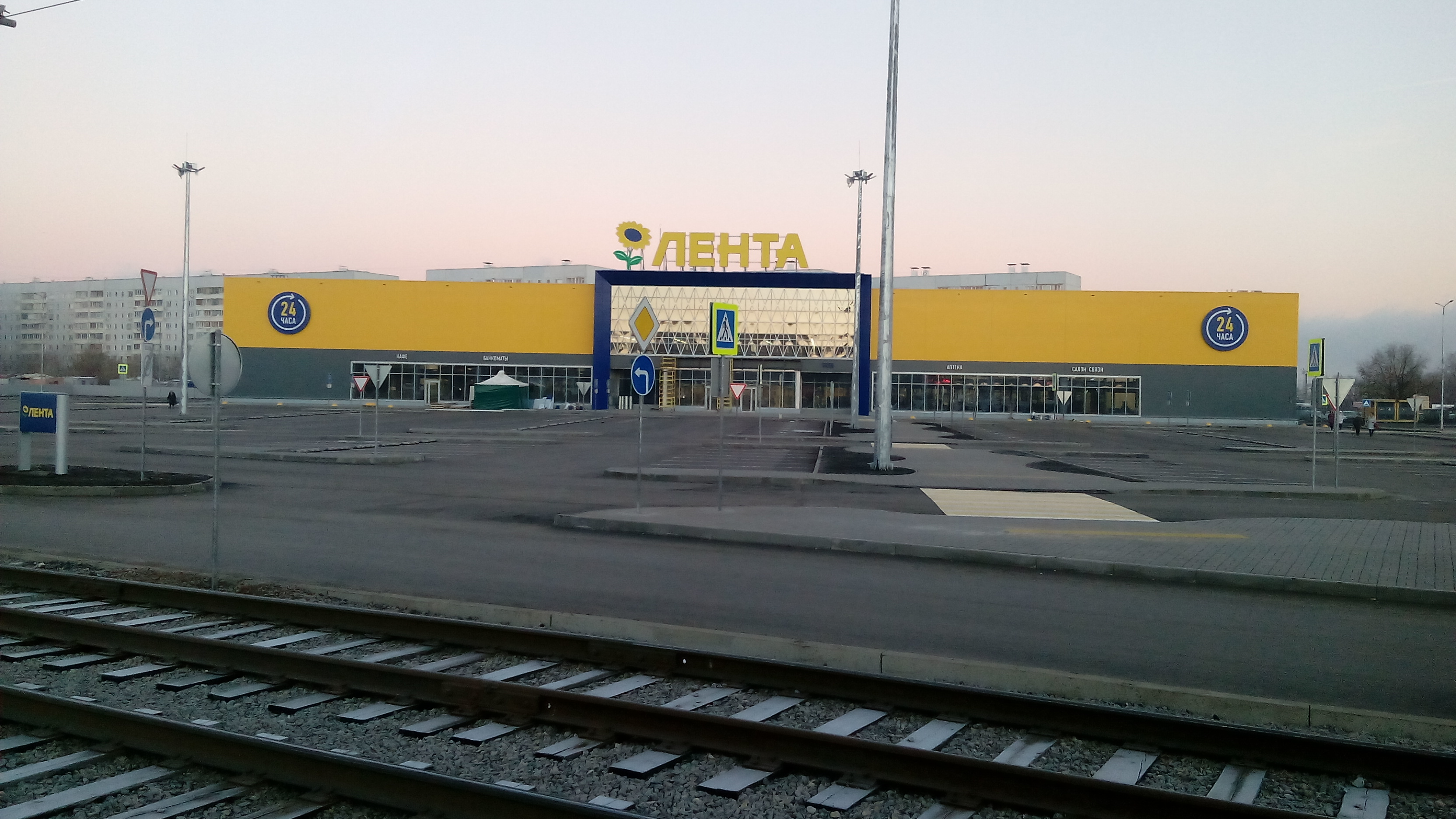
гипермаркет Лента, открывшийся в 2018 году в г. Набережные Челны

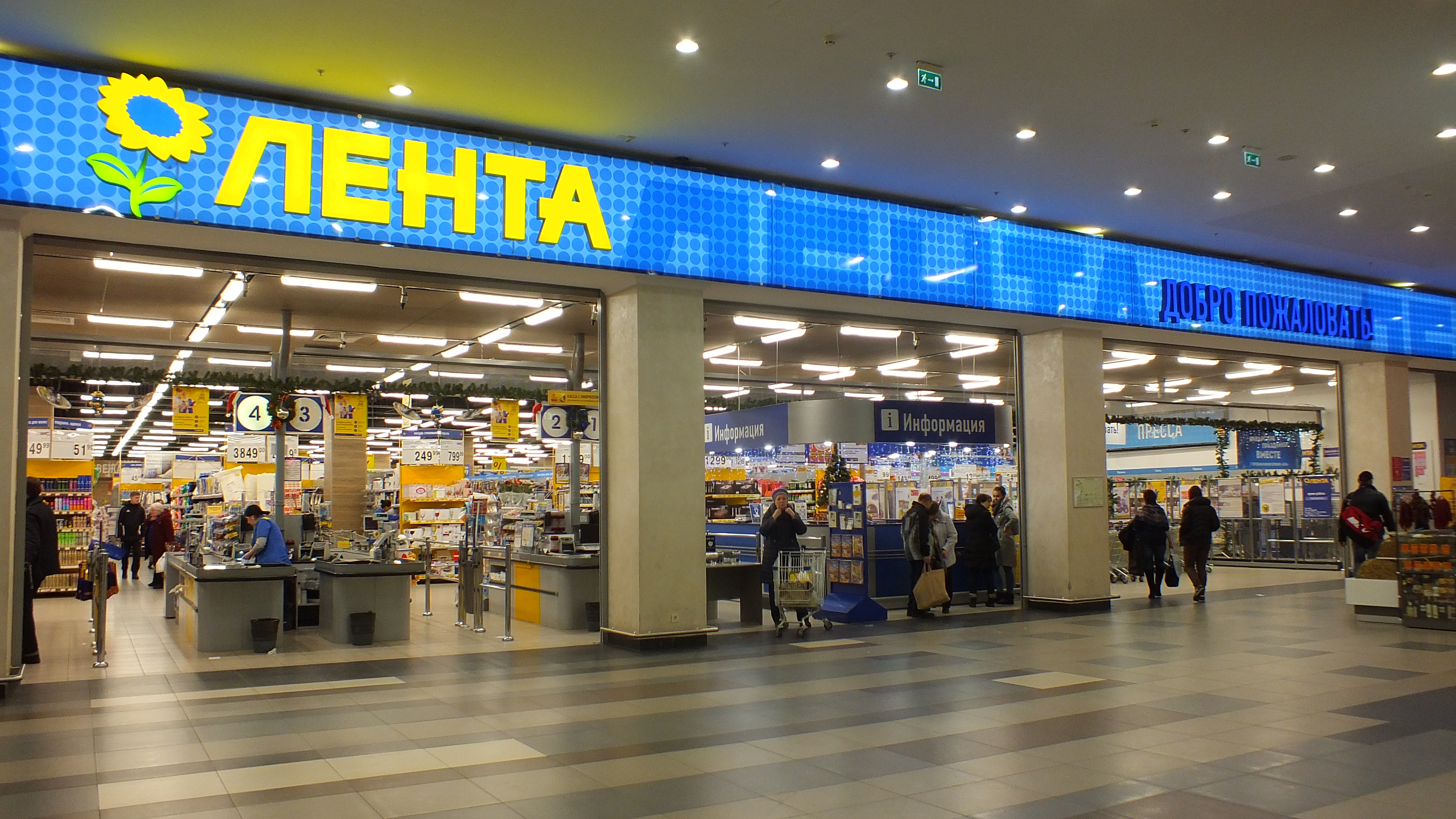
Интерьер гипермаркета в Москве (ТРЦ «Мозаика», около станции МЦК Дубровка)

По состоянию на 30 сентября 2024 года под управлением «Ленты» находится 263 гипермаркета, 323 супермаркета и 2 701 магазин у дома общей торговой площадью свыше 2,3 млн квадратных метров в более чем 650 населённых пунктах России. 
В 2023 году выручка «Ленты» составила 616 млрд рублей (около 8,8 млрд долларов США). 
«Лента» заняла 4-е место в рейтинге продуктовых сетей России по обороту за январь-сентябрь 2024 года. 
По итогам 2024 года выручка розничной сети «Лента» составила 888,3 млрд рублей. Чистая прибыль «Ленты» составила 24,5 млрд рублей.

### Логистические комплексы
Девелопер складской недвижимости PNK Group и ретейлер «Лента» договорились о строительстве двух логистических комплексов общей площадью 100 000 м². Сделку компании закрыли в конце 2018 г., она прошла по схеме build-to-suit, то есть PNK Group возведет объекты, а затем передаст их в собственность ретейлера. Строительство уже началось. Это одна из крупнейших сделок в истории российского рынка складской недвижимости. Первый склад на 70 000 м² появится в логистическом парке «PNK Парк Валищево» в Московской области, второй — площадью 30 000 м² — в «PNK Парк Толмачево» в 13 км от Новосибирска.

### Покупка магазинов Billa
В планах компании 2021 года значилась покупка магазинов торговой сети Billa за 215 млн €, после которой к сети перейдёт 161 супермаркет, после чего торговая марка «Билла Россия» прекратит существование.
В августе 2021 года руководство заявило о покупке сети «Билла Россия». Стоимость сделки составила 225 млн €. В результате приобретения, одобренного Федеральной антимонопольной службой России в июле 2021 года, «Лента» станет вторым оператором супермаркетов в Москве и Московской области по количеству магазинов.

### Покупка «Утконос Онлайн»
В конце 2021 года стало известно, что «Лента» покупает онлайн-гипермаркет «Утконос» у Алексея Мордашова за 20 млрд рублей. Объединённое подразделение будет названо Lenta-U. Cделка была закрыта в январе 2022 года.

### Покупка автосалона
В 2016 году из-за ухода концерна General Motors из России, автосалон «Атлант-М Лахта», который продавал автомобили Chevrolet, Opel, Cadillac, Saab Automobile AB и Hummer закрылся. Лента выкупила у белорусского холдинга «Атлант-М» здание «Атлант-М Лахта» за 350 млн рублей.

### Рейтинговые оценки
- Рейтинговое агентство АКРА в 2017 году присвоило ООО «Лента» рейтинговую оценку A+(RU) со стабильным прогнозом. Рейтинг ежегодно подтверждался, в 2021 году был повышен до AA-(RU), в 2024 — до AA(RU). В 2025 году рейтинг подтверждён на том же уровне[52].
- Рейтинговое агентство «Эксперт РА» в 2024 году присвоило ООО «Лента» рейтинговую оценку ruAA со стабильным прогнозом, в июне 2025 года агентство повысило рейтинг кредитоспособности нефинансовой компании ООО «Лента» до уровня ruAA+.[53]

## Собственные торговые марки и эксклюзивные бренды сети «Лента»
Собственные торговые марки:
- «Лента. Товары высокого качества» — товары высокого качества по низкой цене.
- «365 дней» — продовольственные и непродовольственные товары.
- «Лента FRESH» — свежие продукты и вкусные готовые блюда с коротким сроком годности.
- «Лента LIFE» — полезные продукты питания БЕЗ глютена, лактозы, ГМО, искусственных добавок, а также товары бытовой химии — из растительных и биоразлагаемых компонентов, БЕЗ хлора и фосфатов.

Эксклюзивные бренды:
- «HomeClub» — товары для дома.
- «Inwin» — одежда и обувь.
- «Dolce Albero» — кондитерские изделия, шоколад, кофе, чай.
- «Bonvida» — различные продовольственные и сопутствующие товары, ориентированные на B2B.
- «Little Times» — подгузники, косметика, а также одежда для малышей от 0 до 3 лет.
- Yasashii — подгузники, салфетки, зубные пасты и щетки, мыло, средства для стирки для малышей.
- «Bigga» — игры и игрушки для детей.
- Delisse — десерты и кондитерские изделия.
- «ВАУ МЯУ!» — продукты для детей.
- «Lentel» — компьютерные аксессуары, мелкая бытовая техника и мультимедиа (акустические системы).
- Energy by Lentel — батарейки.
- «Frelia» — косметика и средства гигиены.
- «Giardino Club» — товары для сада и огорода.
- «Actico» — товары для занятий спортом и активного отдыха.
- WISH FISH — рыбные продукты по низкой цене.
- «Друже» — мясная продукция и деликатесы.
- «Теплый дар» — хлебобулочные изделия.
- SMAKKY — снеки.
- HUNTY – корм для собак и кошек с высоким содержанием белка.
- Frelia – косметические средства.
- Jenna – товары для женской гигиены.
- INO – косметика из Кореи.
- KIBOX – тематические конструкторы для мальчиков и девочек от трех лет.
- LolaFun – куклы и детская косметика.
- КРОК И ДИЛЛИ – наборов для рисования, канцелярские принадлежности, продукты и бытовая химия для детей.
- WELGOT – бытовая техника.